# Конкореццо
Конкореццо (итал. Concorezzo) — город в Италии, в провинции Монца-э-Брианца области Ломбардия. Расположенный примерно в шести километрах к северо-востоку от столицы, он является частью территории Вимеркатезе.
Население составляет 15 706 человек  (на 2018) плотность населения составляет 1 845,59 чел./км². Занимает площадь 8,51 км². Почтовый индекс — 20049. Телефонный код — 039.
Покровителями города почитаются святые Косма и Дамиан, празднование в первое воскресение ноября.